# Acantholimon erinaceum
Acantholimon erinaceum är en triftväxtart som först beskrevs av Hippolyte François Jaubert och Édouard Spach, och fick sitt nu gällande namn av Igor Alexandrovich Linczevski. Acantholimon erinaceum ingår i släktet Acantholimon och familjen triftväxter. Inga underarter finns listade i Catalogue of Life.